# The Wrekin (circonscription britannique)
Circonscription parlementaire de la Chambre des communes
La circonscription de The Wrekin est une circonscription électorale anglaise située dans le Shropshire et représentée à la Chambre des communes du Parlement britannique.
Elle doit son nom à The Wrekin, une colline qui constitue un point de repère notable de la région.

## Géographie
La circonscription comprend :
- Les villes de Newport et Wellington
- Le quartier Hadley de la ville de Telford
- Les villages et paroisses civiles de Sambrook, Edgmond, Church Aston, Adeney, Cherrington, Kynnersley, Lilleshall, Crudgington, Rowton, Waters Upton, Great Bolas, Roden, Rodington, Admaston, Longdon-on-Tern, High Ercall, Wrockwardine, Little Wenlock, Aston, Preston upon the Weald Moors, Tong, Codsall, Sheriffhales, Lilyhurst et Shifnal
- Le hameau de Pickstock

## Députés
Les Members of Parliament (MPs) de la circonscription sont :
| Législature                                 | Années       | Député          | Député                   | Parti                            |
| ------------------------------------------- | ------------ | --------------- | ------------------------ | -------------------------------- |
| The Wrekin issue de Wellington (Shropshire) |              |                 |                          |                                  |
| 31e                                         | 1918–1920    |                 | Charles Solomon Henry    | Libéral                          |
| 31e                                         | 1920-1920    |                 | Charles Frederick Palmer | Unioniste indépendant            |
| 31e                                         | 1920-1920    |                 | Charles Frederick Palmer | Groupe parlementaire indépendant |
| 31e                                         | 1920-1922    |                 | Charles Townshend        | Unioniste indépendant            |
| 32e                                         | 1922–1923    |                 | Howard Stransom Button   | Conservateur                     |
| 33e                                         | 1923–1924    |                 | Henry Nixon (en)         | Travailliste                     |
| 34e                                         | 1924–1929    |                 | Thomas Oakley            | Conservateur                     |
| 35e                                         | 1929–1931    |                 | Edith Picton-Turbervill  | Travailliste                     |
| 36e                                         | 1931–1935    |                 | James Baldwin-Webb       | Conservateur                     |
| 37e                                         | 1935–1940    |                 | James Baldwin-Webb       | Conservateur                     |
| 37e                                         | 1941-1945    | Arthur Colegate |                          | Conservateur                     |
| 38e                                         | 1945–1950    |                 | Ivor Owen Thomas         | Travailliste                     |
| 39e                                         | 1950–1951    |                 | Ivor Owen Thomas         | Travailliste                     |
| 40e                                         | 1951–1955    |                 | Ivor Owen Thomas         | Travailliste                     |
| 41e                                         | 1955–1959    |                 | William Yates            | Conservateur                     |
| 42e                                         | 1959–1960    |                 | William Yates            | Conservateur                     |
| 43e                                         | 1964–1966    |                 | William Yates            | Conservateur                     |
| 44e                                         | 1966–1970    |                 | Gerald Fowler            | Travailliste                     |
| 45e                                         | 1970–1974    |                 | Anthony Trafford         | Conservateur                     |
| 46e                                         | 1974–1974    |                 | Gerald Fowler (2)        | Travailliste                     |
| 47e                                         | 1974–1979    |                 | Gerald Fowler (2)        | Travailliste                     |
| 48e                                         | 1979–1983    |                 | Warren Hawksley          | Conservateur                     |
| 49e                                         | 1983–1987    |                 | Warren Hawksley          | Conservateur                     |
| 50e                                         | 1987–1992    |                 | Bruce Grocott            | Travailliste                     |
| 51e                                         | 1992–1997    |                 | Bruce Grocott            | Travailliste                     |
| 52e                                         | 1997–2001    | Peter Bradley   |                          | Travailliste                     |
| 53e                                         | 2001–2005    | Peter Bradley   |                          | Travailliste                     |
| 54e                                         | 2005–2010    |                 | Mark Pritchard           | Conservateur                     |
| 55e                                         | 2010–2015    |                 | Mark Pritchard           | Conservateur                     |
| 56e                                         | 2015–2017    |                 | Mark Pritchard           | Conservateur                     |
| 57e                                         | 2017–2019    |                 | Mark Pritchard           | Conservateur                     |
| 58e                                         | 2019–Présent |                 | Mark Pritchard           | Conservateur                     |

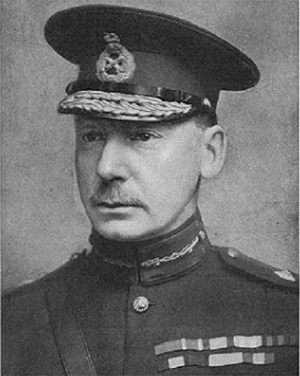
Charles Townshend (1920-1922)
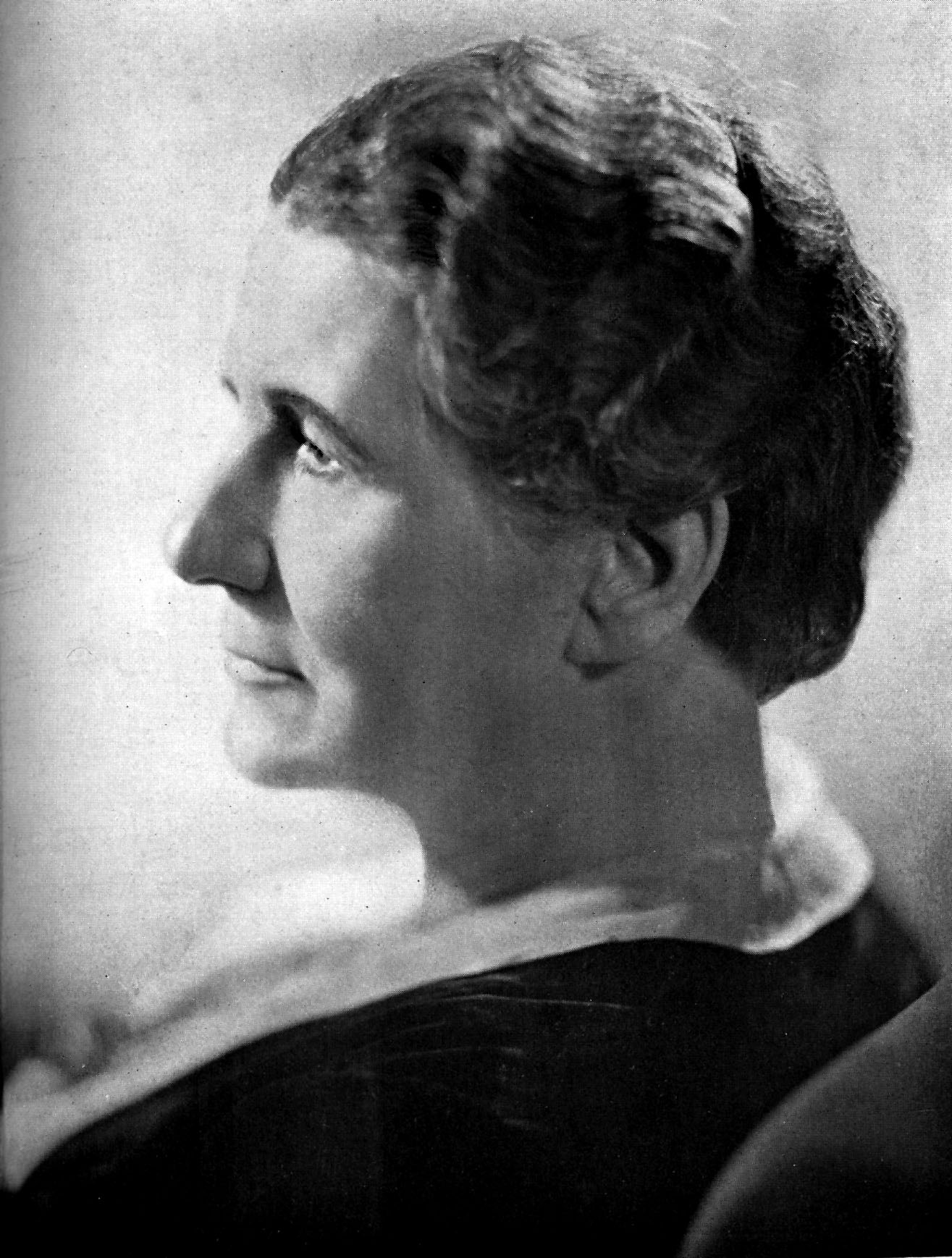
Edith Picton-Turberrvill (1929-1931)
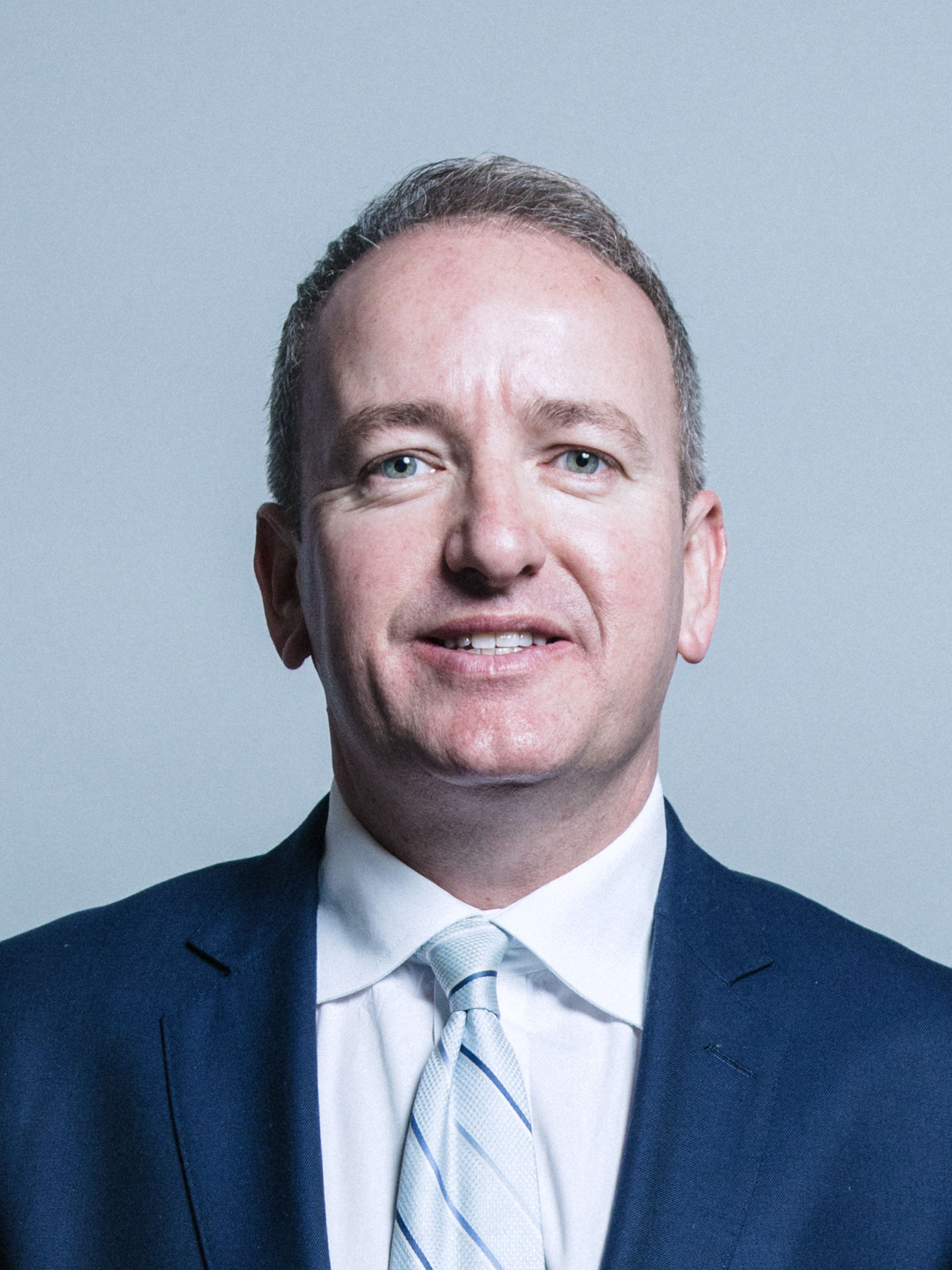
Mark Pritchard (2005-présent)